# Ньюэм
Лондонский боро Нью́эм (англ. London Borough of Newham, МФА: [ˈnjuːəm]о файле) — один из 32 лондонских боро, расположен в восточной части Большого Лондона.

## История
Район был образован 1 апреля 1965 года объединением районов Эссекса Уэст-Хэм и Ист-Хэм и занимает площадь 36,22 км².

## Население
По данным переписи 2011 года в боро Ньюэм проживало 310 500 человек. Из них 22,6 % составили дети (до 15 лет), 69,5 % лица трудоспособного возраста (от 16 до 64 лет) и 7,9 % лица пожилого возраста (от 65 лет и выше). Ньюэм имеет самый высокий процент молодого населения и один из самых низких процентов белых британцев в стране, а также имеет второй самый высокий процент мусульман в Великобритании, после боро Тауэр-Хамлетс. В Ньюэме самый высокий в стране уровень рождаемости с коэффициентом 2,87 на 2009 год, по сравнению со средним коэффициентом по стране 1,95.

### Этнический состав

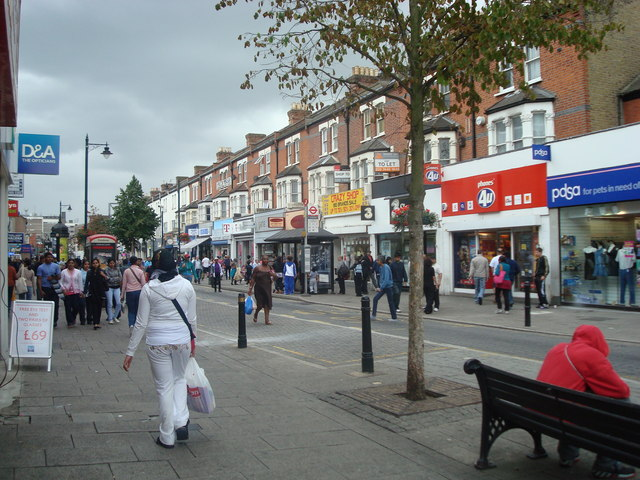
Хай-стрит, Ньюэм один из самых этнически разнообразных районов в стране

При использовании индекса разнообразия Симпсона на 10 агрегированных этнических групп, перепись 2001 года определила Ньюэм как наиболее этнически разнообразный район в Англии и Уэльсе. Тем не менее, при использовании 16 этнических категорий при включении в частности белых ирландцев, Ньюэм стоит на втором месте среди самых этнически разнообразных районов после другого столичного района Брента.
Основные этнические группы, согласно переписи 2011 года:
29,0 % — белые, в том числе 16,7 % — белые британцы, 0,7 % — белые ирландцы и 11,6 % — другие белые (евреи, поляки, румыны);
35,8 % — выходцы из Южной Азии, в том числе 13,8 % — индийцы, 12,2 % — бенгальцы и 9,8 % — пакистанцы;
19,6 % — чёрные, в том числе 12,3 % — чёрные африканцы (нигерийцы, ганцы, суахили, сомалийцы), 4,9 % — чёрные карибцы (ямайцы) и 2,4 % — другие чёрные;
4,6 % — метисы, в том числе 1,3 % — чёрные карибцы, смешавшиеся с белыми, 1,1 % — чёрные африканцы, смешавшиеся с белыми, 0,9 % — азиаты, смешавшиеся с белыми и 1,3 % — другие метисы;
1,3 % — китайцы;
7,5 % — другие азиаты (афганцы, иракцы);
2,3 % — другие.

### Религия
Статистические данные по религии в боро Ньюэм на 2011 год:

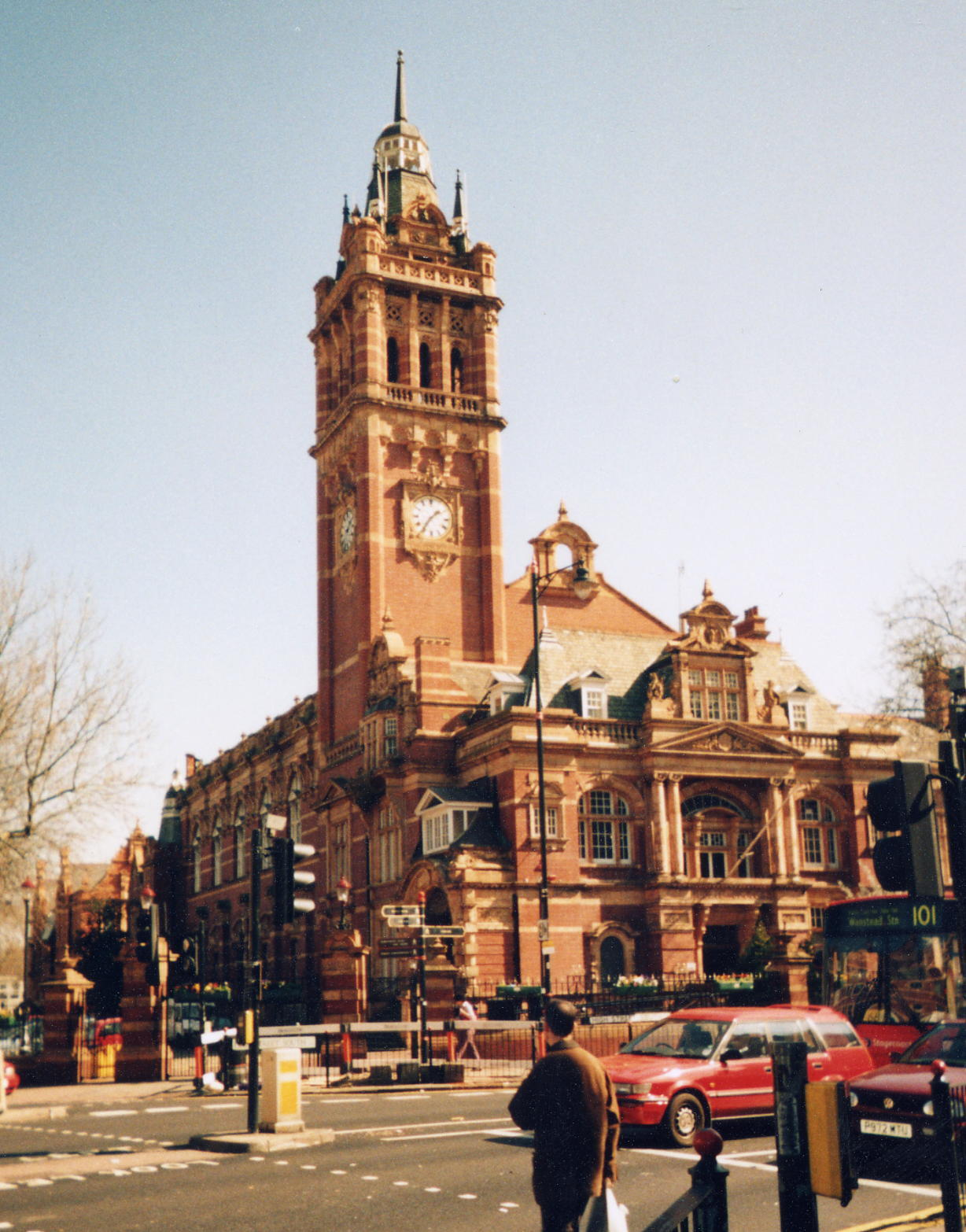
Таун-холл Ньюэма

| Религия      | Ньюэм % | Лондон % | Англия % |
| ------------ | ------- | -------- | -------- |
| Христианство | 40,0    | 48,4     | 59,4     |
| Ислам        | 32,0    | 12,4     | 5,0      |
| Индуизм      | 8,8     | 5,0      | 1,5      |
| Сикхизм      | 2,1     | 1,5      | 0,8      |
| Буддизм      | 0,8     | 1,0      | 0,5      |
| Иудаизм      | 0,1     | 1,8      | 0,5      |
| Другие       | 0,4     | 0,6      | 0,4      |
| Нет религии  | 9,5     | 20,7     | 24,7     |
| Не указана   | 6,4     | 8,5      | 7,2      |

## Транспорт
По территории Ньюэма проходят Доклендское лёгкое метро, Юбилейная линия Лондонского метрополитена и высокоскоростная железная дорога Хай Спид 1, ведущая из Лондона к Евротоннелю. В северо-западной части района в Стратфорде расположен крупный одноимённый транспортно-пересадочный узел. В южной части расположен аэропорт Лондон-Сити, предназначенной для использования самолётов с коротким взлётом и посадкой, обслуживающий преимущественно деловые районы Лондона.

## Спорт
В Ньюэме базируется футбольный клуб Вест Хэм Юнайтед, выступающий в Премьер-лиге.

## Достопримечательности

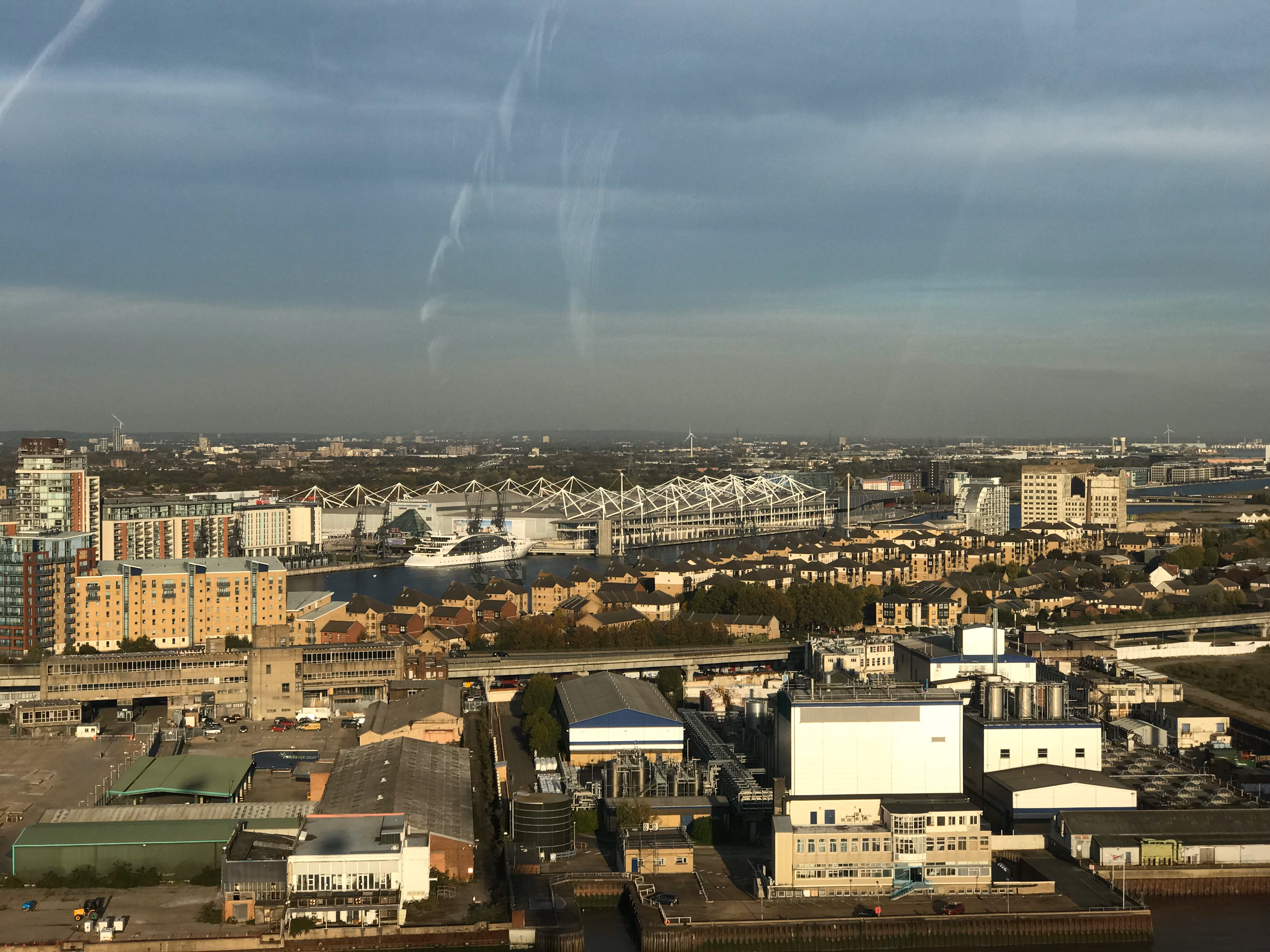
Эксель

- ЭксельВыставочный центр ExCeL London

## Известные уроженцы
В Ньюэме в разное время были рождены:
- Джермейн Дефо — футболист, нападающий клуба «Тоттенхэм Хотспур» и сборной Англии.
- Сол Кэмпбелл — футболист, центральный защитник, игрок сборной Англии в 1996—2007 годах.
- Онор Блэкман — актриса, снявшаяся в фильмах «Голдфингер» и «Доктор Кто».
- Джейд Юэн — певица и актриса, участница группы «Sugababes», представляла Великобританию на конкурсе «Евровидение-2009».
- 21 Savage — американский рэпер.